# Kubwa
Kubwa is een monotypisch geslacht van spinnen uit de  familie van de Cyatholipidae.

## Soort
- Kubwa singularis Griswold, 2001